# سیارک ۱۰۴۳۲
سیارک ۱۰۴۳۲ (به انگلیسی: 10432 Ullischwarz، نامگذاری:4623P-L) ده هزار و چهارصد و سی و دومین سیارک کشف شده‌است که در ۲۴ سپتامبر ۱۹۶۰ کشف شد.
قدر مطلق سیارک برابر ۱۴٫۶۰ است.